# Port morski Nowe Warpno
Port morski Nowe Warpno – port morski w woj. zachodniopomorskim, w mieście Nowe Warpno, położony na południowym brzegu Zatoki Nowowarpieńskiej, znajdującego się w polskiej, południowo-zachodniej części Zalewu Szczecińskiego, na północny zachód od ujścia Odry.
Nowe Warpno to port z przystanią rybacką oraz morskim przejściem granicznym, przystosowanym do odpraw promów pasażerskich, jednostek sportowo-turystycznych. Przed wejściem Polski do Strefy Schengen był to jeden z największych portów pasażerskich. Powodem tego były wolnocłowe statki pasażerskie pływające pomiędzy Altwarp i Nowym Warpnem. Współcześnie między Nowym Warpnem a Altwarp pływa dawny kuter Lutt Matten.

## Położenie
Zatoka Nowowarpieńska leży w południowej części Zalewu Szczecińskiego, a zamykają je dwa półwyspy wraz z małą, niezamieszkaną Łysą Wyspą. Do Polski należy wschodnia część zatoki, a sam tor wodny prowadzący do portu leży częściowo na granicy pomiędzy Polską a Niemcami. Polska część zatoki została prawnie określona jako morskie wody wewnętrzne. 
Obecne granice portu zostały określone w 2009 roku. Port morski został formalnie ustanowiony w 1963 roku.

## Warunki nawigacyjne

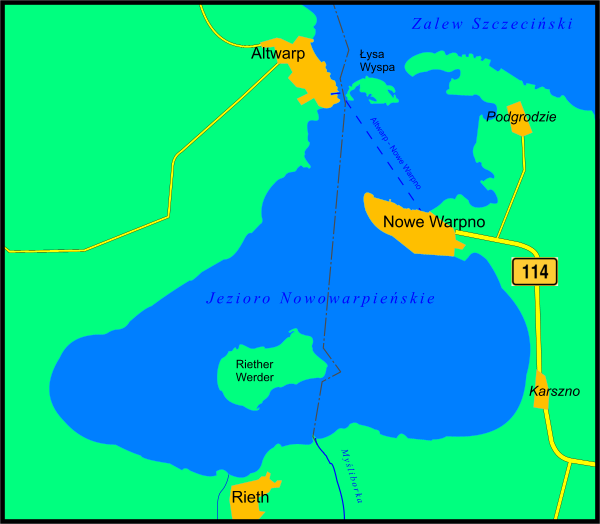
Zatoka Nowowarpieńska i Jezioro Nowowarpieńskie

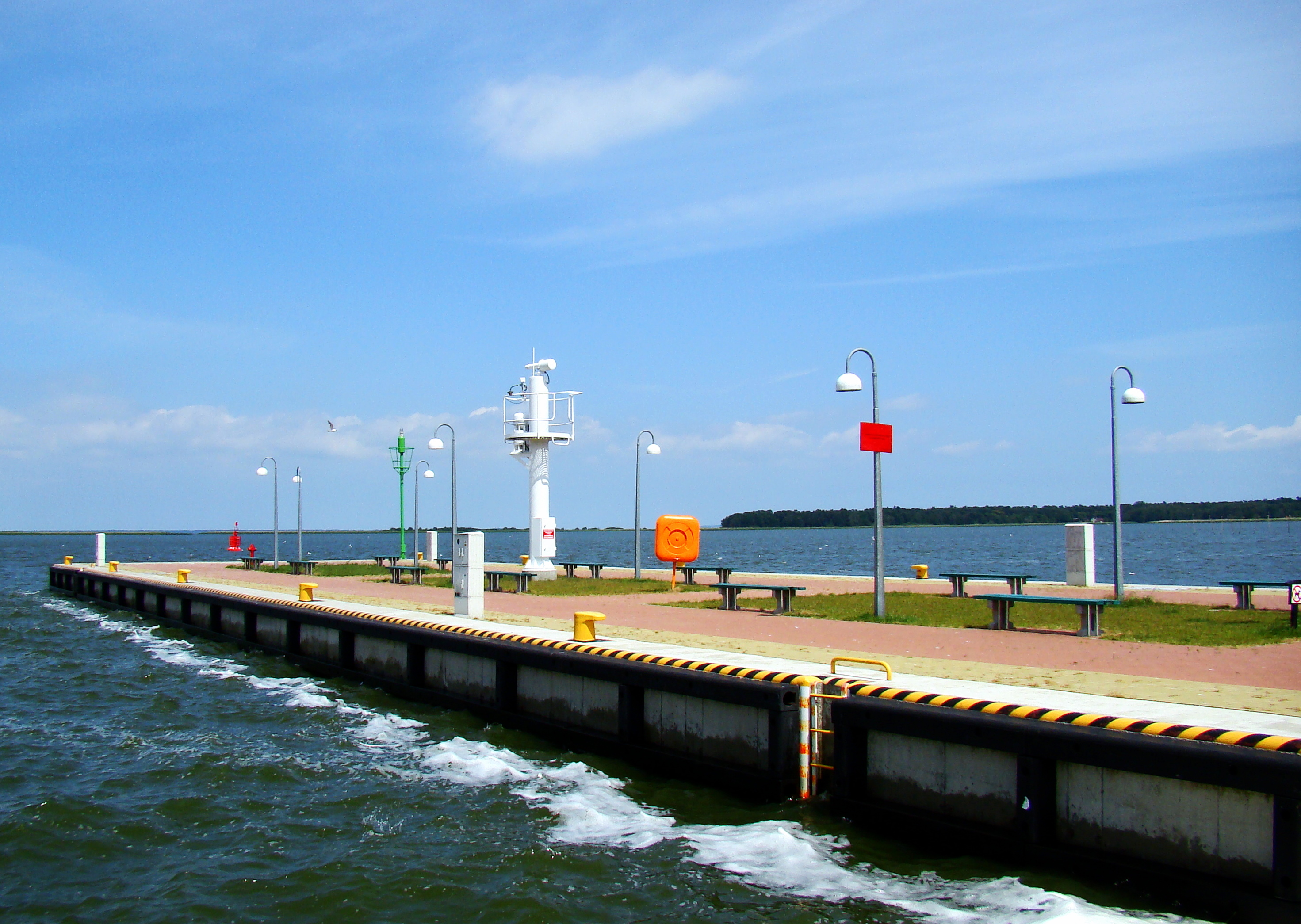
Port Nowe Warpno, pirs postojowy

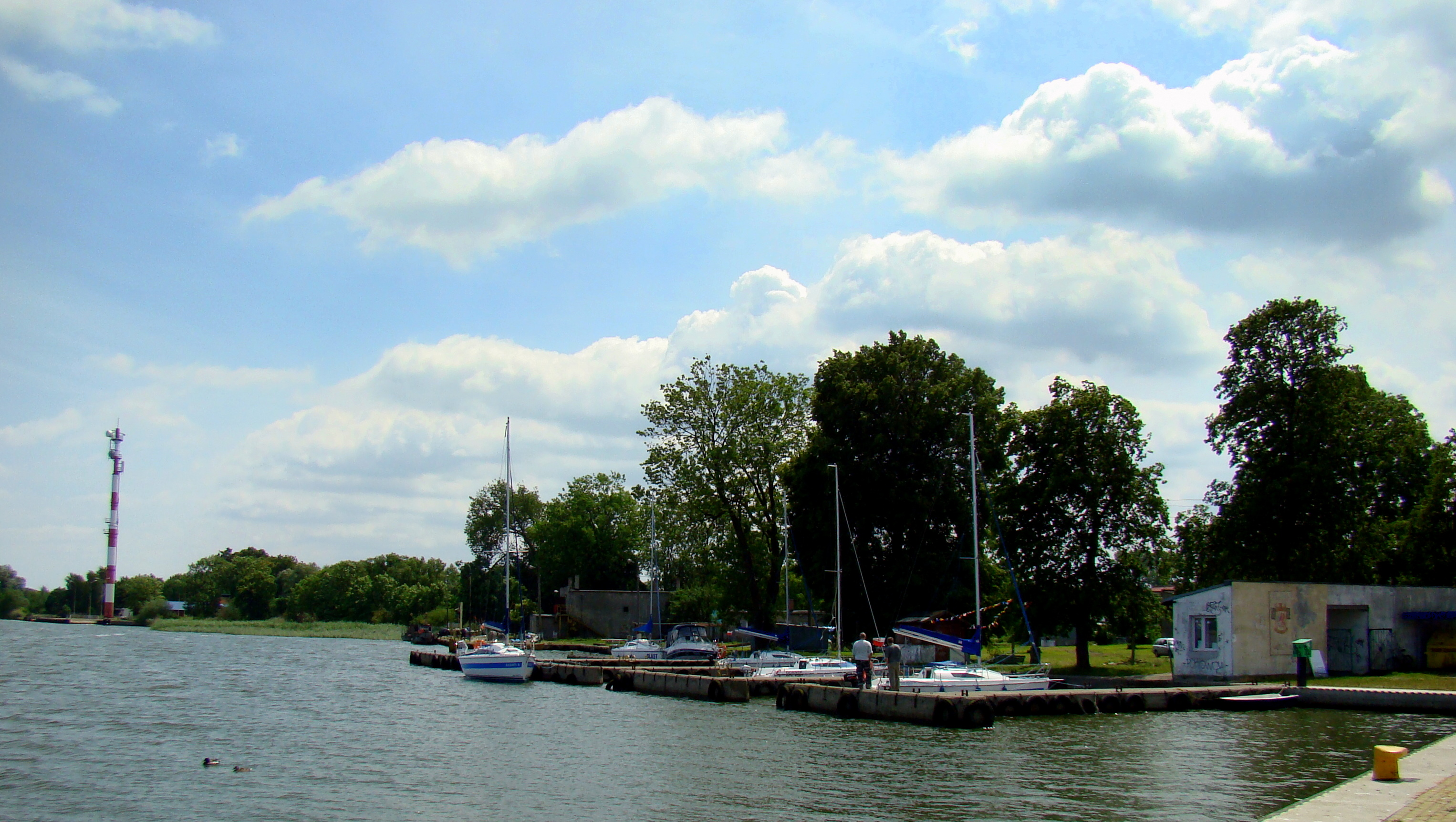
Port Nowe Warpno, pirsy rybackie

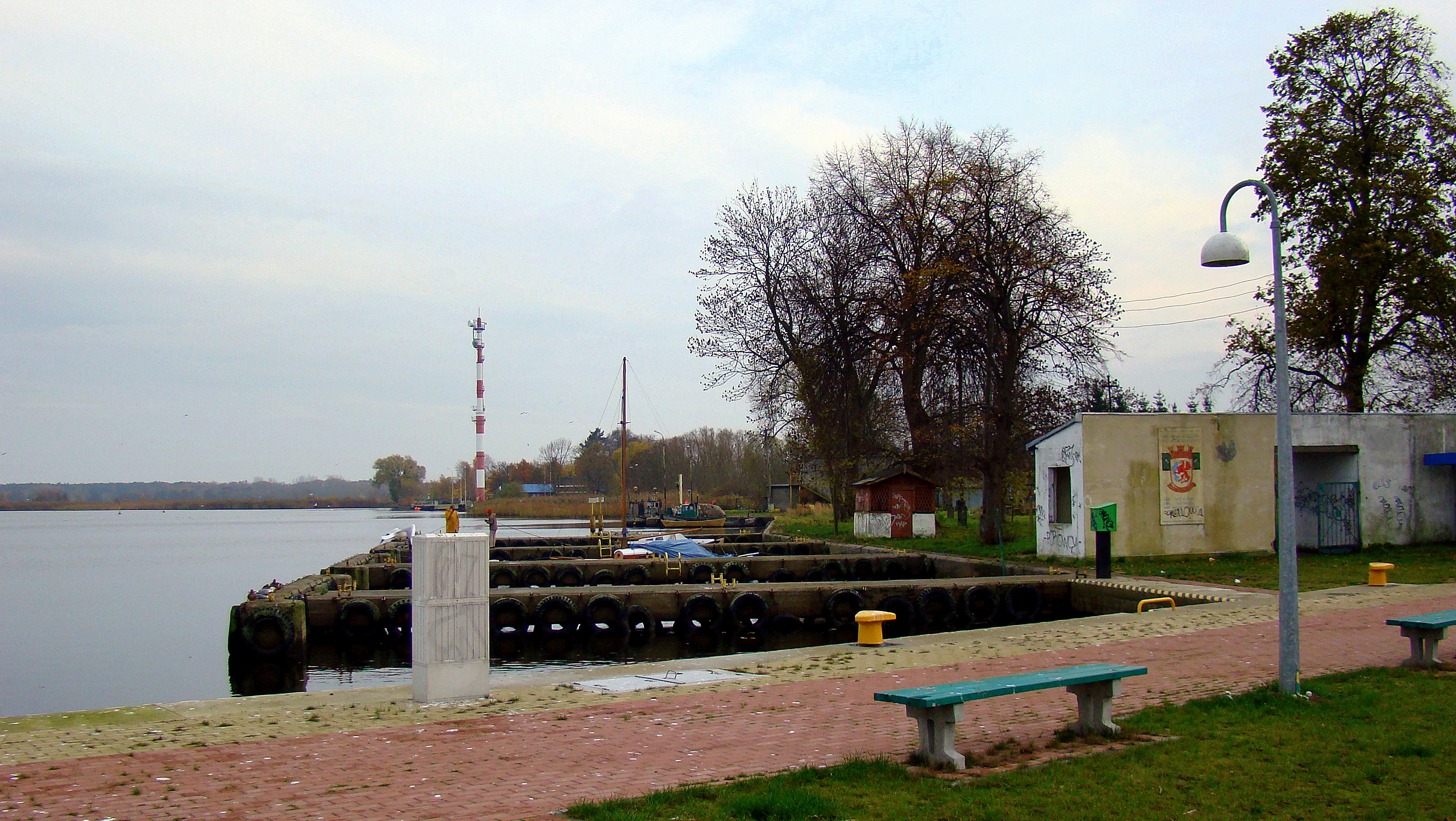
Port Nowe Warpno, nabrzeża

W porcie Nowe Warpno obowiązują następujące zasady ruchu statków cumujących przy nabrzeżu przemysłowym (odpraw granicznych):
1. maksymalna długość statków mogących zawijać do portu wynosi 40 m, a maksymalna szerokość – 8 m,
2. aktualne dopuszczalne zanurzenie statków określa Bosman Portu Nowe Warpno,
3. żegluga może odbywać się wyłącznie cyklicznie w odstępach nie mniejszych niż 30-minutowych w porze dziennej,
4. wejście i wyjście statków z portu dozwolone jest przy widzialności powyżej 0,5 NM,
5. warunki żeglugi przy sile wiatru powyżej 6°B każdorazowo określa Bosman Portu Nowe Warpno,
6. łączna moc maszyn statku nie może przekraczać 300 kW.

Przejście do zatoki z zalewu przegradza Łysa Wyspa. Dla żeglugi jest dostępny przesmyk między jej zachodnim brzegiem a niemiecką miejscowością Altwarp. Po zachodniej stronie przejścia zalega mielizna Wyskok Warpieński z głębokościami 1–2 m. Dobrym punktem orientacyjnym jest wieża kościoła w Nowym Warpnie. 
Tor kierunkowy o łamanych odcinkach oznakowują pławy świetlne i nieświecące. Na zimę są zdjęte bez zastępstwa. Między pławą świetlną "14" a dalbą graniczną "7"  tor prawie pokrywa się z przebiegiem granicy państwowej. Między pławą świetlną "9" a dalbą graniczną "7" jest oznakowany obustronnie pławami nieświecącymi i dostępny dla jednostek o zanurzeniu do 2,5 m (Wg pomiaru Urzędu Morskiego w 2018 od Bramy Torowej nr 2 do pławy "TW-4" - 5,2 m(sondaż ważny do 23.04.2019); od pławy "TW-4" do pławy granicznej nr 9 - 2,8 m ; od pławy granicznej nr 9 do dalby granicznej nr 7-2,2m; od dalby granicznej nr 7 do portu w Nowym Warpnie - 1,8m (sondaże ważne do 27.04.2019)). Przesmyk między Łysą Wyspą a miejscowością Altwarp ma zaledwie 100 m szerokości.
Poza torem wodnym do portu występują spłycenia i mielizny, które limitują zanurzenie statków, ponadto wystawiane są też sieci rybackie.
Średni poziom przyjęty dla portu wynosi 508 cm (wartość mierzona na łacie wodowskazowej, według zera w Amsterdamie). Najwyższe stany wody występują przy wiatrach z sektora północnego – do ponad100 cm powyżej stanu średniego, a najniższe przy wiatrach z sektora południowego – do 76 cm poniżej stanu średniego.

## Infrastruktura
| Nazwa nabrzeża  | Długość | Głębokość   |
| --------------- | ------- | ----------- |
| Pirs pasażerski | 87 m    | 0,0 – 5,0 m |
| Rybackie        | 95 m    | 1,5 – 2,0 m |
| Przeładunkowe   | 60 m    | 1,5 – 2,0 m |
| Przemysłowe     | 65,5 m  | 2,2         |

Na infrastrukturę portu Nowe Warpno składają się pirs postojowy o kształcie prostokąta o łącznej długości cumowniczej ok. 87 m, nabrzeża oczepowe z czterema pomostami rybackimi i pomostami pływającymi o długości 135,7 m (obecnie miejsce stacjonowania jachtów), nabrzeże przeładunkowe (obecnie miejsce postoju kutra i łodzi rybackich) oraz nabrzeże przemysłowe, gdzie odbywają się odprawy graniczne. Na terenie dawnej bazy rybackiej znajduje się marina żeglarska, działa sezonowy bar oraz domki letnie. Opis mariny znajduje się w wydanej w 2015 roku Locji Zachodniopomorskiego Szlaku Żeglarskiego.